# アハンガマ
アハンガマ（英: Ahangama）は、スリランカの南部州に位置する町。
海中に立った棒に捕まり、魚を引っ掛けて取る釣法、ストルトフィッシングで知られる。